# Марматит
Марматит (рос. марматит; англ. marmatite, iron sphalerite; нім. Marmatit m) — мінерал, залізовмісний різновид сфалериту.

## Етимологія та історія
За місцевістю Мармато (Колумбія), J.B.Boussingault, 1829.

## Загальний опис
У кристалічній структурі марматит містить до 10-16 % Fe, що заміняє Zn.
Іноді присутня емульсійна вкрапленість піротину або халькопіриту, домішки Mn (до дек. %), Cd, In і Tl.
Характерний для високотемпературних гідротермальних оловорудних родов., де асоціює з каситеритом, піротином, станіном, турмаліном та ін., і для гідротермальних свинцево-цинкових і скарнових поліметалічних родов., в яких утворює друзи з кристалами ґаленіту, халькопіриту і кальциту.
Марматит — цинкова руда.
Збагачується аналогічно сфалериту.
Інша назва — сфалерит залізистий. 